# Dachangshan Dao
Dachangshan Dao är en ö i Kina. Den ligger i provinsen Liaoning, i den nordöstra delen av landet, omkring 290 kilometer söder om provinshuvudstaden Shenyang. Arean är 26,3 kvadratkilometer. Den sträcker sig 6,0 kilometer i nord-sydlig riktning, och 16,6 kilometer i öst-västlig riktning.
Genomsnittlig årsnederbörd är 962 millimeter. Den regnigaste månaden är juli, med i genomsnitt 324 mm nederbörd, och den torraste är mars, med 15 mm nederbörd.